# Asteracanthus
Asteracanthus (uit het Grieks: ἀστήρ aster, 'ster' en Grieks: ἄκανθα akantha, 'stekel') is een geslacht van uitgestorven hybodontiforme haaien, bekend uit het Midden-Jura (Bathonien) tot het Vroeg-Krijt (Valanginien).

## Beschrijving
Asteracanthus was een van de grootste bekende Hybodontiformes en bereikte een lengte van twee à drie meter. Het gebit van Asteracanthus is hoog gekroond en meerbladig.

## Fossiele archieven

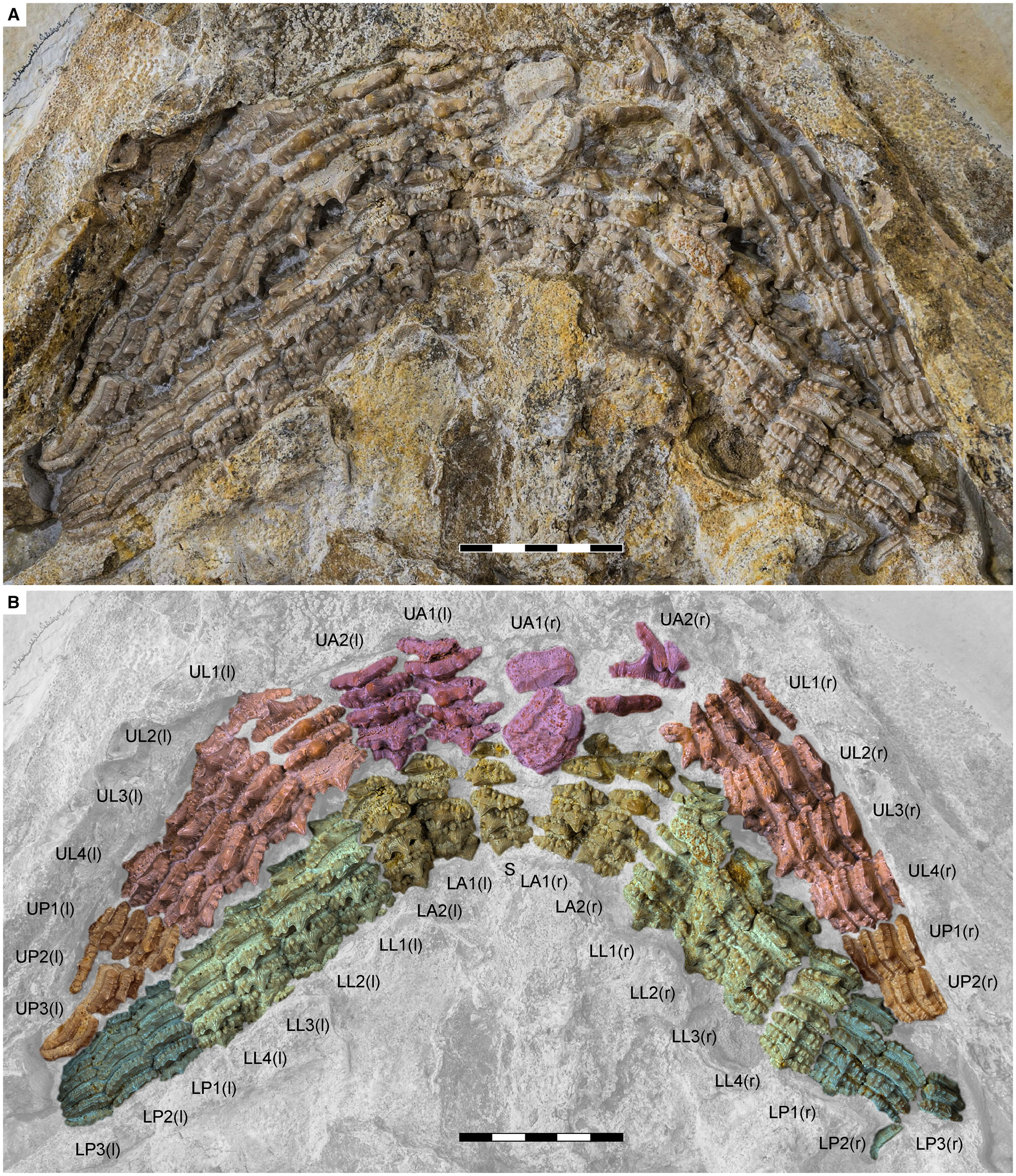
Het gebit

Dit geslacht is gemeld uit het Midden-Trias tot het Krijt, hoewel het geslacht zoals momenteel omschreven dateert uit het Bathonien-Valanginien, voornamelijk uit Europa. Fossielen worden gevonden in de mariene lagen van de Verenigde Staten, Iran, Zwitserland, Madagaskar, Marokko en Europa. In 2021 werd een compleet skelet beschreven uit de Solnhofener kalksteen uit het Laat-Jura (Tithonien). Het geslacht Strophodus (Midden-Trias tot Laat-Krijt), voorheen als synoniem beschouwd, wordt nu als afzonderlijk beschouwd, waarbij de tanden van Asteracanthus meer gemeen hebben met Hybodus en Egertonodus.

## Levensgewoonten
Het geslacht lijkt te zijn aangepast aan open mariene omstandigheden en had waarschijnlijk een epibenthische levenswijze.

## Soorten
- Asteracanthus acutus Agassiz 1837
- Asteracanthus aegyptiacus Stromer, 1927
- Asteracanthus granulosus Egerton 1854
- Asteracanthus magnus Agassiz 1838
- Asteracanthus medius Owen 1869
- Asteracanthus minor Agassiz 1837
- Asteracanthus ornatissimus Agassiz 1837
- Asteracanthus papillosus Egerton 1854
- Asteracanthus semisulcatus Agassiz 1837
- Asteracanthus siderius Leidy 1870
- Asteracanthus somaensis Yabe 1902
- Asteracanthus tenuis Agassiz 1838
- Asteracanthus udulfensis Leuzinger et al. 2017